# Meer (Jan van Veen)
Meer is de eerste en laatste single van de Nederlandse diskjockey en presentator Jan van Veen. Van Veen bekritiseert in de gesproken tekst het materialisme van mensen en probeert duidelijk te maken dat gelukkig zijn en veel bezitten niet per se samen hoeven te gaan. 'Meer' is daarmee een van de weinige Nederlandse platen in een parlando uitvoering, zoals 'Het Spel Kaarten' van Cowboy Gerard (Van Veens collegadiskjockey Gerard de Vries) uit 1965.
Jan van Veen nam twee versies van het nummer op. De single (Polydor 2050 287, met de maatschappijkritische tekstversie) werd in 1973 uitgebracht. In de derde week kwam de 7 inch (na vier weken Tipparade) op 32 in de Radio Veronica Top 40 en de Radio Noordzee top 30 terecht.
Wat niet direct opviel, was dat de hoesfoto een door een natuurlandschap omringd meer liet zien: of het hier om een bewust visueel gemaakte woordgrap ging of dat de hoesfoto de rust der natuurlijke zaken moest verbeelden is nooit opgehelderd. De B-kant van de single was de instrumentale versie; de orkestband zonder de gesproken tekst door Jan van Veen, maar wel met het achtergrondkoor dat op de A-kant ook te horen is.
De andere versie van 'Meer' staat bekend als de Radio Noordzeeversie, die over dezelfde orkestband werd ingesproken. Het zag er in 1973 al niet zo best uit voor de Nederlandse zeezenders Radio Noordzee en Radio Veronica. Nederland was van plan om het Verdrag van Straatsburg te ratificeren. Als dat zou gebeuren, zo liet de tekst van de Noordzeeversie doorschemeren, dan zouden de fans van diskjockeys als Ferry Maat, Tony Berk, Leo van der Goot en hun collega's hun favoriete programma's door het verbod op medewerking aan de zeezenders moeten missen. De Radio Noordzeeversie van 'Meer' is op tekstniveau dus radicaal anders dan de originele versie. Het was in 1973 niet ongebruikelijk dat andere versies van bekende platen werden gemaakt.
De tekst die Jan van Veen op de Radio Noordzeeversie inspreekt, beschrijft de dag van een luisteraar, op welke momenten die naar de zender luistert, waarna in het verlengde daarvan het doemscenario van de verdwijning van de zeezenders uit de kast wordt gehaald. Uiteindelijk wordt de luisteraar meegegeven dat er 'meer' is dan op het eerste gezicht zou kunnen worden gezien: Radio Noordzee Internationaal; de zender waar Jan van Veen als diskjockey werkzaam was.
Na ratificatie van het Verdrag van Straatsburg ging per 1 september 1974 het verbod in om op welke manier dan ook aan zeezenders mee te werken. Radio Noordzee (ook wel RNI, Radio Noordzee Internationaal genoemd) en Radio Veronica namen op 31 augustus dat jaar afscheid van hun luisteraars. Radio Noordzee keerde nooit meer terug. (Een latere FM-omroep met de naam Radio Noordzee had niets met de zeezender van doen, behalve op het punt dat John de Mol het station kocht. De Mol werkte, net als zijn vader John de Mol senior, voor de zeezender.)
'Meer' is in de originele versie nooit in Jan van Veens programma 'Candlelight' gedraaid. Daarvoor is het popnummer toch iets te stevig in zijn arrangement gezet. De single kwam -na binnenkomst in week 3 op nummer 38- in week 4 de 28e en in week 5 de 33e plaats om vervolgens uit de Veronica Top 40 te verdwijnen.
'Meer' was dus niet zo'n grote hit. Doordat het succes minimaal was, zijn van de single dus niet zoveel exemplaren in omloop. De productie is nooit officieel door Polydor (tegenwoordig onderdeel van Universal Music) op cd uitgebracht. Ironisch genoeg werd het nummer ook een kleine hit in de lijst van de tegen de zeezenders concurrerende publieke popzender Hilversum III.

## Hitnotering

### Nederlandse Top 40
| Hitnotering: week 3 t/m 5 in 1974 | Hitnotering: week 3 t/m 5 in 1974 | Hitnotering: week 3 t/m 5 in 1974 | Hitnotering: week 3 t/m 5 in 1974 | Hitnotering: week 3 t/m 5 in 1974 |
| Week:                             | 1                                 | 2                                 | 3                                 |                                   |
| --------------------------------- | --------------------------------- | --------------------------------- | --------------------------------- | --------------------------------- |
| Positie:                          | 32                                | 28                                | 33                                | uit                               |

### NederlandseDaverende 30
| Hitnotering: 19-2-1974 t/m 1-2-1974 | Hitnotering: 19-2-1974 t/m 1-2-1974 | Hitnotering: 19-2-1974 t/m 1-2-1974 | Hitnotering: 19-2-1974 t/m 1-2-1974 |
| Week:                               | 1                                   | 2                                   |                                     |
| ----------------------------------- | ----------------------------------- | ----------------------------------- | ----------------------------------- |
| Positie:                            | 29                                  | 29                                  | uit                                 |

### Radio Noordzee International Top 50
Uiteraard stond de single langer in de lijst met de grootst aantal singles, maar in vergelijking met de lijst met bovenstaande concurrenten waren de hoogste noteringen maar een fractie hoger dan in die concurrerende lijsten.
| Hitnotering: 15-12-1973 t/m 8-2-1974 | Hitnotering: 15-12-1973 t/m 8-2-1974 | Hitnotering: 15-12-1973 t/m 8-2-1974 | Hitnotering: 15-12-1973 t/m 8-2-1974 | Hitnotering: 15-12-1973 t/m 8-2-1974 | Hitnotering: 15-12-1973 t/m 8-2-1974 | Hitnotering: 15-12-1973 t/m 8-2-1974 | Hitnotering: 15-12-1973 t/m 8-2-1974 | Hitnotering: 15-12-1973 t/m 8-2-1974 | Hitnotering: 15-12-1973 t/m 8-2-1974 |
| Week:                                | 1                                    | 2                                    | 3                                    | 4                                    | 5                                    | 6                                    | 7                                    | 8                                    |                                      |
| ------------------------------------ | ------------------------------------ | ------------------------------------ | ------------------------------------ | ------------------------------------ | ------------------------------------ | ------------------------------------ | ------------------------------------ | ------------------------------------ | ------------------------------------ |
| Positie:                             | 43                                   | 37                                   | 23                                   | 23                                   | 21                                   | 20                                   | 25                                   | 38                                   | uit                                  |